# Ogho-Oghene Egwero
Ogho-Oghene Omano Egwero (Egbo, 26 novembre 1988) è un velocista nigeriano.

## Record nazionali

### Seniores
- Staffetta 4×200 metri: 1'22"08 ( Yokohama, 12 maggio 2019) (Jerry Jakpa, Enoch Adegoke, Ogho-Oghene Egwero, Emmanuel Arowolo)[2]

## Palmarès
| Anno | Manifestazione          | Sede           | Evento      | Risultato  | Prestazione | Note |
| ---- | ----------------------- | -------------- | ----------- | ---------- | ----------- | ---- |
| 2011 | Mondiali                | Taegu          | 100 m piani | Batteria   | 10"57       |      |
| 2011 | Giochi panafricani      | Maputo         | 4×100 m     | Oro        | 38"93       |      |
| 2012 | Campionati africani     | Porto-Novo     | 4×100 m     | Argento    | 39"34       |      |
| 2012 | Giochi olimpici         | Londra         | 100 m piani | Batteria   | 10"38       |      |
| 2013 | Mondiali                | Mosca          | 100 m piani | Batteria   | 10"26       |      |
| 2014 | World Relays            | Nassau         | 4×200 m     | Batteria   | dnf         |      |
| 2014 | Giochi del Commonwealth | Glasgow        | 100 m piani | Semifinale | 10"40       |      |
| 2014 | Giochi del Commonwealth | Glasgow        | 4×100 m     | 6º         | 40"17       |      |
| 2014 | Campionati africani     | Marrakech      | 100 m piani | 5º         | 10"28       |      |
| 2014 | Campionati africani     | Marrakech      | 4×100 m     | Oro        | 38"80       |      |
| 2015 | Giochi panafricani      | Brazzaville    | 100 m piani | Argento    | 10"17       |      |
| 2015 | Giochi panafricani      | Brazzaville    | 4×100 m     | Finale     | dq          |      |
| 2016 | Mondiali indoor         | Portland       | 60 m piani  | Batteria   | 6"75        |      |
| 2016 | Giochi olimpici         | Rio de Janeiro | 100 m piani | Batteria   | 10"37       |      |
| 2018 | Giochi del Commonwealth | Gold Coast     | 100 m piani | Semifinale | 10"42       |      |
| 2018 | Giochi del Commonwealth | Gold Coast     | 4×100 m     | Finale     | dq          |      |
| 2018 | Campionati africani     | Asaba          | 100 m piani | Semifinale | 10"45       |      |
| 2018 | Campionati africani     | Asaba          | 4×100 m     | Argento    | 38"74       |      |
| 2019 | World Relays            | Yokohama       | 4×100 m     | Batteria   | dq          |      |
| 2019 | World Relays            | Yokohama       | 4×200 m     | Finale     | dq          |      |
| 2019 | Giochi panafricani      | Rabat          | 200 m piani | 6º         | 21"00       |      |
| 2019 | Giochi panafricani      | Rabat          | 4×100 m     | Argento    | 38"59       |      |
| 2019 | Mondiali                | Doha           | 4×100 m     | Batteria   | dq          |      |
| 2022 | Campionati africani     | Saint-Pierre   | 200 m piani | Batteria   | 22"08       |      |
| 2022 | Campionati africani     | Saint-Pierre   | 4x100 m     | 4º         | 39"98       |      |